# Tweede Slag bij de Mazurische Meren
De Tweede Slag bij de Mazurische Meren, ook bekend als de Winterslag bij de Mazurische Meren, was een veldslag aan het oostfront in de Eerste Wereldoorlog. De slag vond plaats van 7 februari tot 22 februari 1915 en werd uitgevochten tussen het keizerrijk Rusland en het Duitse Keizerrijk.

## Achtergrond
De veldslag volgde na een Duits offensief, bedoeld om op te rukken over de Wisła en misschien zelfs om Rusland uit de oorlog te stoten. De Duitse opperbevelhebber Erich von Falkenhayn geloofde er sterk in dat de oorlog aan het westfront gewonnen zou worden en aarzelde om Paul von Hindenburg als bevelhebber over het oostfront steun te geven. Uiteindelijk gaf Falkenhayn groen licht voor Hindenburgs geplande offensief. Hindenburg zou persoonlijk het noordelijk offensief in het gebied van het Mazurisch Merenplateau leiden,  dezelfde locatie als de Eerste Slag bij de Mazurische Meren. Generaal Alexander von Linsingen zou een aanval in de Karpaten op de Russen leiden bij Lemberg, en verder naar het zuiden zou generaal Svetozar Boroević von Bojna proberen de belegering van het fort in Przemysl te beëindigen.

## Troepen
Hindenburg had voor het noordelijk offensief de beschikking over het Duitse 8e leger, geleid door Fritz von Below. Een nieuw gecreëerd leger, het Duitse 10de leger werd ook naar het oosten gestuurd. Hindenburgs opponent was generaal Sievers' 10de Russische leger, gelegerd in het gebied rond de Mazurische meren. Verder naar het zuiden lag het Russische 12de leger onder Pavel Plehve.

## De veldslag
Op 7 februari, midden in een sneeuwstorm, voerde Belows 8ste leger een verrassingsaanval uit tegen Sievers. Below rukte binnen een week 112 kilometer op en bracht de Russen zware verliezen toe. De Russische terugtocht verliep chaotisch en er werden veel krijgsgevangenen gemaakt. Het grootste verlies kwam toen het Russische 20ste korps, onder generaal Boelgakov, werd ingesloten door het Duitse 10de leger in een bos bij Augustów op 21 februari. Het hele korps moest zich overgeven. Ondanks dit verlies vormde de rest van het Russische 10de leger een nieuwe verdediging. De volgende dag voerde het Russische 12de leger een tegenaanval uit en bracht de Duitse opmars tot staan. Daarmee kwam de slag tot een einde.

## Resultaat
De Tweede Slag bij de Mazurische Meren maakte een eind aan het Duitse offensief in het noorden. De Russen hadden zware verliezen aan terrein en troepen geleden, maar ze hadden weten te voorkomen dat de Duitsers tot ver in Rusland zouden oprukken. Een Russische terugtocht was niet aan de orde. Verder naar het zuiden had Von Linsingens offensief geresulteerd in zware verliezen en overgave van het belegerde fort in Przemysl aan de Russen. Het Oostenrijk-Hongaars/Duitse offensief in 1915 faalde in zijn belangrijkste doelstellingen. De Duitse legerleiding beëindigde de ondersteuning van de onafhankelijke Duitse operaties. Vanaf dit punt in de oorlog voerden de Duitse en Oostenrijk-Hongaarse legers alleen nog gezamenlijke operaties uit aan het oostfront.

## Bron
- Tucker, Spencer C. The Great War: 1914-18 (1998)
- The Second Battle of the Masurian Lakes, 1915

Stallupönen · Gumbinnen · Tannenberg · Lemberg · Kraśnik · 1e Mazurische Meren · Przemyśl · Wisła · Łódź · Karpaten · Bolimov · 2e Mazurische Meren · Gorlice-Tarnówoffensief · Grote Russische terugtrekking · Narotsjoffensief · Švenčionysoffensief · Broesilovoffensief · Kerenskioffensief · Operatie Albion · Operatie Faustschlag